# Distrito de Umaria
Umaria (en hindi; उमरिया जिला) es un distrito de la India en el estado de Madhya Pradesh. Código ISO: IN.MP.UM.
Comprende una superficie de 4 062 km².
El centro administrativo es la ciudad de Umaria.

## Demografía
Según censo 2011 contaba con una población total de 643 579 habitantes, de los cuales 314 052 eran mujeres y 329 527 varones.

## Localidades
- Chandia